# Rue Dénoyez
La rue Dénoyez est une voie située dans le 20e arrondissement de Paris, en France.

## Situation et accès
La rue Dénoyez est desservie par les lignes 2 et 11 du métro à la station Belleville.
Les stations Vélib' les plus proches sont au 4, rue Rampal et 116, boulevard de Belleville.
Voies rencontrées
- Rue Lemon

## Origine du nom
Elle porte le nom d'une ancienne famille de Belleville où l'un de ses membres tenait un bal public dit de la Folie Dénoyez, haut lieu de divertissement dans les années 1830.

## Historique

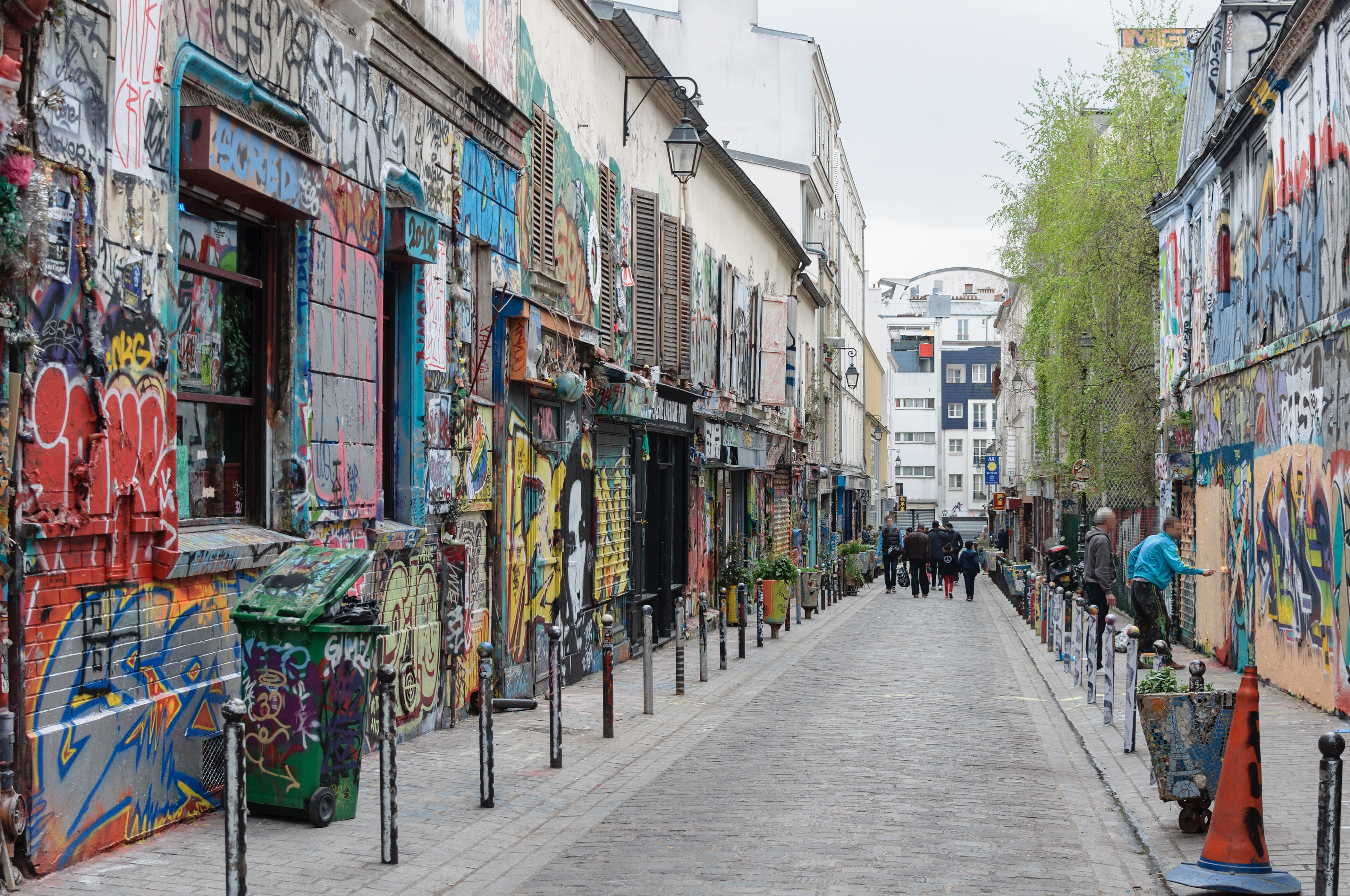
La rue Dénoyez de jour.

Cette voie, tracée sur le plan cadastral de la commune de Belleville dressé en 1812, est classée dans la voirie parisienne par le décret du 23 mai 1863.
Le 23 mars 1918, durant la Première Guerre mondiale, un obus lancé par la Grosse Bertha explose au no 10 rue Dénoyez.
Dans les années 2000-2010, elle est peu à peu couverte de graffitis d’artistes très divers.

## Bâtiments remarquables et lieux de mémoire
- Nos 4 à 12 : piscine et centre sportif Alfred-Nakache.